# 雨森芳洲

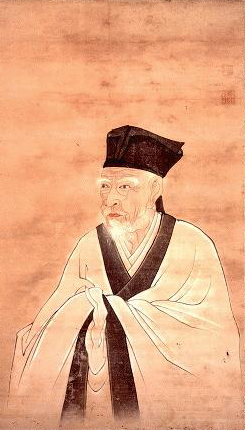
雨森芳洲肖像画

雨森芳洲（日语：／ Amenomori Hōshū，1668年6月26日—1755年2月16日）名俊良（後改誠清），字伯陽，號芳洲，是日本江戶時代的代表儒者。他通曉漢語和朝鮮語，曾擔任對馬藩的官員，為對馬藩與朝鮮的外交作出一定貢獻。

## 生平
1668年，雨森芳洲出生於近江國伊香郡雨森村（今滋賀縣長濱市高月町雨森），父親是一名町醫者。12歲左右前往京都學習醫學。18歲時投奔江戶木下順庵門下，學習朱子學。同為木下門人的新井白石、室鳩巢、祇園南海皆稱讚其才能。當時對馬藩正在尋找對朝鮮中繼貿易管理財政的優秀人才，因此在1689年，木下順庵推薦雨森芳洲擔任對馬藩的仕官。1692年，雨森前往對馬藩赴任。在此期間，雨森芳洲在長崎學會了漢語。
1698年，雨森芳洲被任命為朝鮮方佐役（朝鮮擔當部補佐役），於1702年渡海到達釜山。1703年至1705年期間滯留釜山的倭館，學習了朝鮮語。在此期間，雨森協助朝鮮方面編纂日本語辭典《倭語類解》，同時自己編著了朝鮮語入門書《交隣須知》。而這本《交隣須知》在後來的明治時期曾經被日本政府定為朝鮮語學習書籍，廣為使用。
1711年，雨森隨朝鮮通信使趙泰億赴江戶，慶祝德川家宣就任幕府將軍。1719年，又隨朝鮮通信使洪致中到江戶，慶賀德川吉宗就任將軍。在同行的朝鮮人申維翰所著的《海遊錄》裡，可以知道雨森芳洲在使團中扮演著相當重要的角色。
1720年，雨森隨日本使團赴釜山，慶賀朝鮮景宗的即位。然而，由於對對馬藩從朝鮮秘密輸入人參的政策不滿的緣故，雨森芳洲辭去了朝鮮方佐役的官職，並將家督之位讓給了兒子顯之允。1727年，雨森在對馬藩開設朝鮮語學校，專注于著書和教授儒學。
1729年，雨森曾作為江戶幕府的特使前往釜山倭館。1734年，擔任對馬藩主宗方熙的側用人，著有藩政管理相關書籍《治要管見》和對朝鮮外交心得的《交隣提醒》。1755年，在對馬嚴原日吉的別邸中逝世，享年88歲。諡號一得齋芳洲清府君，葬於日吉的長壽院。其子顯之允死後，葬於芳洲墓之側。

## 相關文獻
- 吳滿 ，新風書房，2004年10月。ISBN 4882695391
- 賈島憲治 （歷史小說），風媒社，2001年8月。ISBN 4833151146
- 賈島憲治 （歷史小說） 風媒社，1997年8月。ISBN 4833150883
- 上垣外憲一 ，講談社，2005年2月。ISBN 4061596969
- 小西健之助 ，新風舍，2006年1月。ISBN 4797485175
- 申維翰著、姜在彥譯 ，平凡社，1974年。ISBN 4582802524
- 田井友季子 ，光言社，1991年5月。ISBN 4876560234
- 永留久惠 《雨森芳洲》，西日本新聞社，1999年11月。ISBN 4816704922
- 《江戶文人辭典》，東京堂出版。ISBN 4490104278

## 外部連結
- 真宗佛光寺派 法皇山 光明寺: 芳洲先生 （页面存档备份，存于）
- 高月町立觀音之里歷史民俗資料館: 芳洲会 （1998年企画展「雨森芳洲與朝鮮通信使」）